# (100887) 1998 HB116
(100887) 1998 HB116 es un asteroide perteneciente al cinturón de asteroides, región del sistema solar que se encuentra entre las órbitas de Marte y Júpiter, descubierto el 23 de abril de 1998 por el equipo del Lincoln Near-Earth Asteroid Research desde el Laboratorio Lincoln, Socorro, Nuevo México, Estados Unidos.

## Designación y nombre
Designado provisionalmente como 1998 HB116. 

## Características orbitales
1998 HB116 está situado a una distancia media del Sol de 3,094 ua, pudiendo alejarse hasta 3,662 ua y acercarse hasta 2,526 ua. Su excentricidad es 0,183 y la inclinación orbital 11,23 grados. Emplea 1988,44 días en completar una órbita alrededor del Sol.

## Características físicas
La magnitud absoluta de 1998 HB116 es 14,6. Tiene 7,126 km de diámetro y su albedo se estima en 0,06. 